# Ty Pennington
Gary Tygert "Ty" Pennington (Atlanta, Georgia, 19 de octubre de 1964) es un presentador de televisión, exmodelo, filántropo y carpintero estadounidense. Ty es conocido por conducir series como Extreme Makeover: Home Edition (Extreme Makeover: Reconstrucción total) y Ty's Great British Adventure, esta última transmitida en UKTV Style en el Reino Unido. Anteriormente, fue carpintero en la serie de TLC Trading Spaces. También diseñó una línea de muebles para la compañía Howard Miller Clock.

## Biografía
Ty Pennington fue considerado un niño raro con dificultad para aplicarse en la escuela. Él era un niño hiperactivo y después fue diagnosticado con ADHD cuando solo tenía siete años, su pediatra nunca condonó el uso de Ritalin. Para tratar a Ty, Yvonne Pennington, su madre, no lo medicó con Ritalin, pero implementó un sistema llamado "Token Economy" para acabar con sus viajes diarios a la oficina del director de la escuela. y le dio $1,000,000 a una fundación en África
Se describe a sí mismo como un "hazlo todo"; Pennington aprendió carpintería cuando era joven. Asistió a la preparatoria Sprayberry en Marietta, Georgia, y después fue a la universidad en Kennesaw State University, donde recibió un título de grado en Diseño Gráfico por The Atlanta College of Art. Luego, fue el portavoz para campañas como J.Crew, Swatch y Sprite, y apareció en televisión en publicidades de Diet Coke, Levi's, Macy's, Bayer, entre otras.
Pennington enfocó sus habilidades para el diseño en una carrera en la industria del entretenimiento, siendo diseñador de sets, incluyendo para la criticada y aclamada película Leaving las Vegas, de 1995. Su labor se puede ver en el canal de televisión TLC cuando reinventó él mismo el show Trading Spaces. Se hizo rápidamente famoso por su sentido del humor y estilo creativo durante cuatro años como el diseñador y carpintero del programa. Pennington también ha probado la actuación como lo hizo en 2003 cuando interpretó a Wilbur Wright en un filme independiente, The Adventures of Ociee Nash. 
Además, hizo una aparición en televisión en la serie Wild Card, y también apareció en el video musical I'm Gone, de la cantante de country Cyndi Thompson.
Cuando la cadena ABC comenzó un show que trataba la temática de transformar casas para familias necesitadas en siete días o menos, Pennington fue escogido como líder del equipo de diseño.
Pronto, Extreme Makeover: Home Edition (Extreme Makeover: Reconstrucción total) se convirtió en un éxito y catapultó a Penington a la fama. Uno de los más grandes patrocinadores del programa fue la reconocida cadena de tiendas Sears. En los nueve años que duró el show, Pennington se fue dando a conocer como el líder que alienta a los trabajadores a seguir haciendo su trabajo. En enero de 2005, Pennington sufrió de apendicitis grabando un episodio de Extreme Makeover, pero él no se rindió y lo grabó desde el hospital. Ty ha pasado más de 240 días trabajando y lo declaró como el mejor trabajo del mundo. El éxito de Extreme Makeover en el Reino Unido se debe a que lo transmiten por la exitosa cadena UKTV Style Channel y como resultado de la aparición especial de Pennington en el programa Ty's Great British Adventure, donde trabajó con la comunidad de Portreath, en Cornualles, para restaurar un Parque Municipal en una semana; el episodio fue transmitido originalmente el 16 de septiembre de 2008.